# 韋德 (北卡羅萊納州)
韋德（英語：Wade）是一個位於美國北卡羅萊納州坎伯蘭縣的城鎮。

## 人口
根據2020年美國人口普查的數據，韋德的面積為4.54平方千米，當中陸地面積為4.51平方千米，而水域面積為0.02平方千米。當地共有人口638人，而人口密度為每平方千米141人。